# توسین آباسی
توسین آباسی (انگلیسی: Tosin Abasi؛ زادهٔ ۷ ژانویهٔ ۱۹۸۳) موسیقی‌دان اهل ایالات متحده آمریکا است. وی از سال ۲۰۰۰ میلادی تاکنون مشغول فعالیت بوده است.